# Pireneitega segestriformis
Pireneitega segestriformis là một loài nhện trong họ Amaurobiidae.
Loài này thuộc chi Pireneitega. Pireneitega segestriformis được Jean-Marie Léon Dufour miêu tả năm 1820.